# Автобан A61 (Німеччина)
Федеральний автобан A61 (A61, нім. Bundesautobahn 61)  – німецька федеральна автомагістраль, яка пролягає від голландського кордону біля Венло до автомагістралі Гоккенгайм. За винятком останніх приблизно десяти кілометрів біля Гоккенгайма, A61 пролягає лівим берегом Рейну, переважно на деякій відстані паралельно річці, і тому також відомий як автобан на лівому березі Рейну.
Вона забезпечує пряме сполучення з Нідерландами та Бельгією до мережі автомагістралей південної Німеччини, в обхід інтенсивно завантаженої кільцевої дороги Кельна та району Рейн-Майн, через що автомагістраль часто відвідують голландські та бельгійські вантажівки та туристи. Проте інтенсивність руху значно нижча, ніж, наприклад, на трасі A3, яка пролягає паралельно з нею по той бік Рейну, тому цей маршрут досі мав переважно чотири смуги та лише був або буде розширено в певних точках.
Між Ерфтштадтом і Гоккенгаймом він є частиною європейського маршруту E31, а на ділянці між Райнбелленом і розв'язкою Нахеталь він також є частиною E42. 320 км у довжину A61 був найдовшим автобаном із двоцифровим номером у ньому, поки автобан A20 не був побудований у Німеччині вздовж Балтійського моря.

## Маршрут

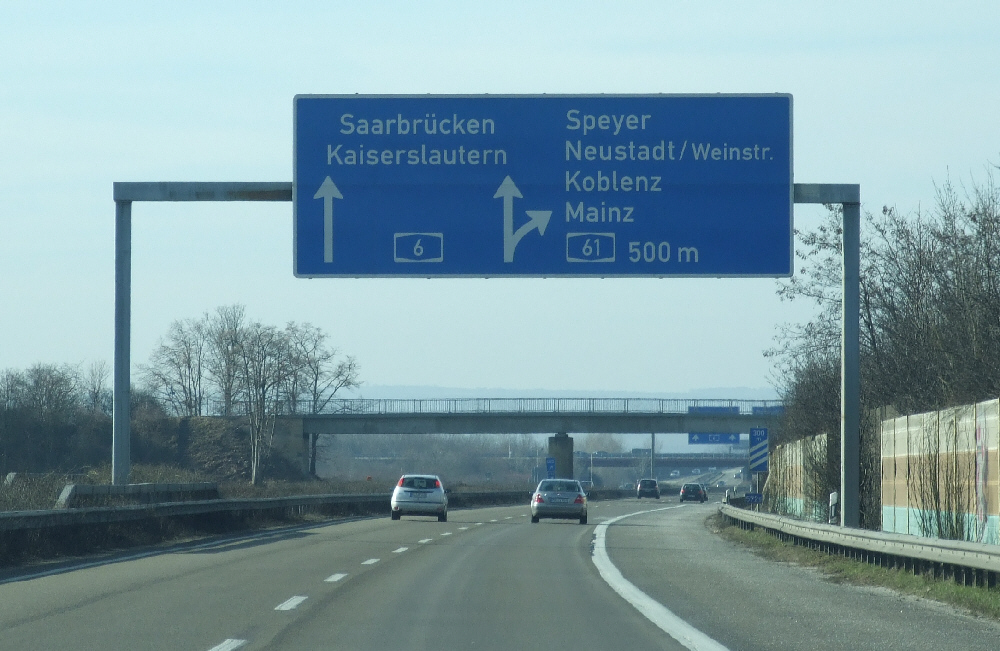
A61 на перетині з A6.